# Harald Jürissaar
Harald Jürissaar, född 12 juni 1930 i Riga, död 7 juli 1952 i Gävle, var en estländsk-svensk tecknare, målare och skulptör.
Han var son till konstruktören Johannes Jürissaar och Salvi Juhainen samt bror till författaren Ottniell Jürissaar och keramiken Ester Lundvik. Jürissaar bedrev självstudier i teckning under en studieresa till Paris och fortsatte därefter sina studier med grafik vid en konstskola i Stockholm. Separat ställde han ut på Folkets Hus i Gävle 1949 och 1950. Tillsammans med Pär Nordlander och Knut V. Pettersson ställde han ut på Galerie Moderne i Stockholm 1950 och tillsammans med Harry Ceson ställde han ut i Söderhamn 1952. Han medverkade Gävleborgs läns konstförenings utställningar i Bollnäs 1949 och i Gävle 1950-1951. Hans konst består av målningar i pastell eller akvarell, teckningar samt ett mindre antal skulpturer. Som illustratör medverkade han i Norrlandsposten och med några alster i Dagens Nyheter. Han avled genom en olyckshändelse vid Södra Skeppsbron i Gävle.
En minnesutställning med hans teckningar visades på länsutställningen i Gävle 1952 och 2002 arrangerade Ester Lundvik en minnesutställning med sin brors konst. Jürissaar är representerad vid Moderna museet och Länsmuseet Gävleborg